# The Lotus Eaters
The Lotus Eaters è un gruppo musicale britannico, formatosi a Liverpool nel 1981.

## Storia
Guidati da Peter Coyle, i Lotus Eaters sono noti soprattutto per la canzone The First Picture of You tratta dall'album No Sense of Sin del 1984, che fu una hit in varie parti d'Europa..
Il gruppo dopo un primo scioglimento avvenuto nel 1985 si è riunito nel 2001, composto da Coyle e da Jem Kelly ed è tuttora attivo.

## Discografia

### Album in studio
- 1984 - No Sense of Sin (Sylvan-Arista) UK No. 96
- 2002 - Silentspace (Cherry Red)
- 2010 - Differance (Sylvan) (pubblicato solo in Giappone)

### Raccolte
- 1998 - First Picture of You

### Singoli ed EP
- 1983 - The First Picture of You (Sylvan-Arista — UK no. 15
- 1983 - You Don't Need Someone New (Sylvan-Arista, UK no. 53, NL no. 37)
- 1984 - Set Me Apart (1984), Sylvan-Arista
- 1985 - Out on Your Own (Sylvan-Arista)
- 1985 - It Hurts (Sylvan-Arista)
- 2001 - Stay Free EP (Vinyl Japan)